# Статистика та рекорди ФК «Чорноморець» Одеса
Ця стаття присвячена статистиці та рекордам футбольного клубу «Чорноморець» Одеса.
«Чорноморець» — український професіональний футбольний клуб з міста Одеси. Офіційною датою заснування вважається 26 березня 1936 року, коли клуб під назвою «Динамо» було зареєстровано за наказом про створення показової футбольної команди в Одесі й прийнято до розіграшу першого в історії чемпіонату СРСР з футболу у групу «В». За усю історію футбольного клубу команда часто змінювала назви: з 1936 року до 1939 року — «Динамо», у 1940 році — «Харчовик», 1941 році — «Спартак», з 1944 року знову — «Харчовик» до розпуску у 1950 році; у 1953 році команду було відновлено під назвою — «Металург», а з 1955 року втретє було змінено назву на — «Харчовик». З 1958 року і до сьогодні клуб носить назву «Чорноморець».
Клуб брав участь у 53-х чемпіонатах СРСР з 55-ти, де у вищому дивізіоні — відіграв 26 сезонів, 24 сезони у другому за силою дивізіоні та 3 у третьому дивізіоні, а також у 45 розіграшах кубку СРСР. «Чорноморець» один зі учасників першого чемпіонату України, де виступає дотепер. В українські першості одеський клуб узяв участь 23 рази, 19 з яких у вищому дивізіоні, а чотири у першій лізі. Найбільшим досягненням команди за історію стало двічі здобуття титулу срібного призеру української вищої ліги у 1995 та 1996 роках, а також здобуття третього місця у вищій радянській лізі сезону 1974 року. Також команда неодноразово здобувала кубок України, зокрема стала першим його володарем у 1992 році та вдруге його виграла у 1994 році. У розіграші кубку СРСР найбільше досягнення клубу це вихід до півфіналу турніру у 1966 році. Також клуб здобув у 1990 році Кубок Федерації футболу СРСР, ставши його останнім володарем.
Нині «Чорноморець» виступає у Прем'єр-лізі, вищому дивізіоні чемпіонату України. Останній раз клуб покинув вищий дивізіон у сезоні 2009–2010 років і провівши у першій лізі всього один рік, повернувся в елітний дивізіон. Усього клуб жодного разу не опускався нижче другого дивізіону. «Чорноморець» також виступає у єврокубкових турнірах з того часу, як у 1975 році узяв участь у розіграші Кубку УЄФА. Домашній стадіон — Центральний стадіон «Чорноморець», вперше відкритий 18 травня 1936 року.
У статті подано основну інформацію про виграні клубом трофеї, його найкращих бомбардирів та гравців з найбільшою кількістю матчів, про ітогові досягнення в усіх офіційних матчах та статистиці тренерських кар'єр. Також приводяться списки найбільших перемог та поразок. А також наводиться статистика про кількість глядачів та інше.
Діючим рекордсменом клубу за кількістю зіграних матчів є Володимир Плоскіна (473 матчі), найкращим бомбардиром є Тимерлан Гусейнов (87 голів).
- Наведена нижче статистика не враховує матчі, голи та інші результати, як клубу так і гравців, що були здобуті у групі «А» сезону 1941 року.[1]
- Також не враховуються усі інші матчі.

Термінологія:
- Чемпіонат — Чемпіонат СРСР з футболу, Чемпіонат України з футболу.
- Ліга (Дивізіон) — Вища ліга чемпіонату СРСР (також мала назви: Група «А», Перша група, Клас «А»), Перша ліга чемпіонату СРСР (також мала назви: Група «Б», Друга група, Клас «Б»), Друга ліга чемпіонату СРСР (також мала назви: Група «В», Третя група, Клас «В»), Прем'єр-ліга чемпіонату України (також мала назву «Вища ліга»), Перша ліга чемпіонату України.
- Кубок — Кубок СРСР з футболу, Кубок України з футболу.
- Єврокубки — Кубок УЄФА, Кубок володарів кубків УЄФА, Кубок Інтертото, Ліга Європи.
- Інші змагання — Кубок Федерації футболу СРСР, Суперкубок України.

Дата останнього оновлення даних: 28 липня 2014

## Досягнення
«Чорноморець» став першою командою, що виграла Кубок України, а також першим клубом, що вдруге виграв цей трофей.
| СРСР Чемпіонат Група А / Перша група / Клас А / Вища ліга : 3 ! Бронзовий призер ( 1 ): 1974 Група Б / Друга група / Клас Б / Перша ліга : 01 ! Золотий призер ( 5 ): 1949 , 1961 , 1962 , 1973 , 1987 . 3 ! Бронзовий призер ( 4 ): 1947 , 1953 , 1971 , 1972 . Група В / Третя група / Клас В / Друга ліга : 01 ! Золотий призер ( 1 ): 1937 . 3 ! Бронзовий призер ( 1 ): 1936 (в) . Кубок 3 ! Півфіналіст ( 1 ): 1966 . Кубок Федерації футболу 01 ! Володар ( 1 ): 1990 . |  | Україна Чемпіонат Вища ліга / Прем'єр-ліга : 02 ! Срібний призер ( 2 ): 1994–1995 , 1995–1996 . 3 ! Бронзовий призер ( 3 ): 1992–1993 , 1993–1994 , 2005–2006 . Перша ліга : 02 ! Срібний призер ( 2 ): 1998–1999 , 2001–2002 , 2010–2011 . Кубок 01 ! Володар ( 2 ): 1992 , 1993–1994 . 02 ! Фіналіст ( 1 ): 2012–2013 . 3 ! Півфіналіст ( 4 ): 1994–1995 , 2003–2004 , 2007–2008 , 2013–2014 . |  | Міжнародні турніри Кубок Інтертото 02 ! Фіналіст ( 1 ): 2007 . |

## Клубні рекорди та статистика
| Статистика по всіх змаганнях                                                     | Статистика по всіх змаганнях | Статистика по всіх змаганнях | Статистика по всіх змаганнях | Статистика по всіх змаганнях | Статистика по всіх змаганнях | Статистика по всіх змаганнях | Статистика по всіх змаганнях | Статистика по всіх змаганнях | Статистика по всіх змаганнях | Статистика по всіх змаганнях | Статистика по всіх змаганнях | Статистика по всіх змаганнях |
| Категорія                                                                        | Поле                         | Усього матчів                | Виграші                      | Нічиї                        | Програші                     | М'ячів забито                | М'ячів пропущено             | % виграшів                   | % нічиїх                     | % програшів                  | Забито за матч               | Пропущено за матч            |
| -------------------------------------------------------------------------------- | ---------------------------- | ---------------------------- | ---------------------------- | ---------------------------- | ---------------------------- | ---------------------------- | ---------------------------- | ---------------------------- | ---------------------------- | ---------------------------- | ---------------------------- | ---------------------------- |
| Група А / Перша група / Клас А / Вища ліга                                       | Д                            |                              |                              |                              |                              |                              |                              | %                            | %                            | %                            |                              |                              |
| Група А / Перша група / Клас А / Вища ліга                                       | В                            |                              |                              |                              |                              |                              |                              | %                            | %                            | %                            |                              |                              |
| Група А / Перша група / Клас А / Вища ліга                                       | Н                            |                              |                              |                              |                              |                              |                              | %                            | %                            | %                            |                              |                              |
| Група А / Перша група / Клас А / Вища ліга                                       | У                            | 795                          | 263                          | 233                          | 299                          | 847                          | 988                          | 33,08%                       | 29,31%                       | 37,61%                       | 1,06                         | 1,24                         |
| Група Б / Друга група / Клас Б / Перша ліга                                      | Д                            |                              |                              |                              |                              |                              |                              | %                            | %                            | %                            |                              |                              |
| Група Б / Друга група / Клас Б / Перша ліга                                      | В                            |                              |                              |                              |                              |                              |                              | %                            | %                            | %                            |                              |                              |
| Група Б / Друга група / Клас Б / Перша ліга                                      | У                            | 714                          | 349                          | 168                          | 197                          | 1155                         | 778                          | 48,88%                       | 23,53%                       | 27,59%                       | 1,62                         | 1,09                         |
| Група В / Третя група / Клас В / Друга ліга                                      | Д                            | 12                           | 8                            | 1                            | 3                            | 27                           | 13                           | 66,6%                        | 8,33%                        | 25%                          | 2,25                         | 1,08                         |
| Група В / Третя група / Клас В / Друга ліга                                      | В                            | 11                           | 5                            | 2                            | 4                            | 20                           | 14                           | 45,45%                       | 18,18%                       | 36,36%                       | 1,18                         | 1,27                         |
| Група В / Третя група / Клас В / Друга ліга                                      | У                            | 23                           | 13                           | 3                            | 7                            | 47                           | 27                           | 56,52%                       | 13,04%                       | 30,43%                       | 2,04                         | 1,17                         |
| Всього у чемпіонаті СРСР                                                         | Д                            | 12                           | 8                            | 1                            | 3                            | 27                           | 13                           | 66,6%                        | 8,33%                        | 25%                          | 2,25                         | 1,08                         |
| Всього у чемпіонаті СРСР                                                         | В                            | 11                           | 5                            | 2                            | 4                            | 20                           | 14                           | 45,45%                       | 18,18%                       | 36,36%                       | 1,18                         | 1,27                         |
| Всього у чемпіонаті СРСР                                                         | У                            | 1532                         | 625                          | 404                          | 503                          | 2049                         | 1793                         | 40,79%                       | 26,37%                       | 32,83%                       | 1,34                         | 1,17                         |
| Вища ліга / Прем'єр-ліга                                                         | Д                            | 13                           | 7                            | 5                            | 1                            | 16                           | 6                            | 53,85%                       | 38,46%                       | 7,69%                        | 1,23                         | 0,46                         |
| Вища ліга / Прем'єр-ліга                                                         | В                            | 14                           | 5                            | 4                            | 5                            | 14                           | 16                           | 35,71%                       | 28,57%                       | 35,71%                       | 1                            | 1,14                         |
| Вища ліга / Прем'єр-ліга                                                         | Н                            | 1                            | 0                            | 1                            | 0                            | 0                            | 0                            | 0%                           | 100%                         | 0%                           | 0                            | 0                            |
| Вища ліга / Прем'єр-ліга                                                         | У                            | 568                          | 235                          | 131                          | 202                          | 676                          | 630                          | 41,37%                       | 23,06%                       | 35,56%                       | 1,19                         | 1,11                         |
| Перша ліга                                                                       | Д                            |                              |                              |                              |                              |                              |                              | %                            | %                            | %                            |                              |                              |
| Перша ліга                                                                       | В                            |                              |                              |                              |                              |                              |                              | %                            | %                            | %                            |                              |                              |
| Перша ліга                                                                       | У                            | 140                          | 81                           | 25                           | 34                           | 222                          | 113                          | 57,86%                       | 17,86%                       | 24,28%                       | 1,59                         | 0,8                          |
| Всього у чемпіонаті України                                                      | Д                            | 13                           | 7                            | 5                            | 1                            | 16                           | 6                            | 53,85%                       | 38,46%                       | 7,69%                        | 1,23                         | 0,46                         |
| Всього у чемпіонаті України                                                      | В                            | 14                           | 5                            | 4                            | 5                            | 14                           | 16                           | 35,71%                       | 28,57%                       | 35,71%                       | 1                            | 1,14                         |
| Всього у чемпіонаті України                                                      | Н                            | 1                            | 0                            | 1                            | 0                            | 0                            | 0                            | 0%                           | 100%                         | 0%                           | 0                            | 0                            |
| Всього у чемпіонаті України                                                      | У                            | 708                          | 316                          | 156                          | 236                          | 898                          | 743                          | 44,63%                       | 22,03%                       | 33,33%                       | 1,27                         | 1,05                         |
| Кубок СРСР                                                                       | Д                            |                              |                              |                              |                              |                              |                              | %                            | %                            | %                            |                              |                              |
| Кубок СРСР                                                                       | В                            |                              |                              |                              |                              |                              |                              | %                            | %                            | %                            |                              |                              |
| Кубок СРСР                                                                       | Н                            |                              |                              |                              |                              |                              |                              | %                            | %                            | %                            |                              |                              |
| Кубок СРСР                                                                       | У                            | 135                          | 62                           | 23                           | 50                           | 194                          | 159                          | 45,92%                       | 17,03%                       | 37,03%                       | 1,44                         | 1,17                         |
| Кубок України                                                                    | Д                            | 30                           | 22                           | 1                            | 7                            | 73                           | 24                           | 73,33%                       | 2,44%                        | 23,33%                       | 2,43                         | 0,8                          |
| Кубок України                                                                    | В                            | 48                           | 19                           | 5                            | 24                           | 72                           | 67                           | 39,58%                       | 10,42%                       | 50%                          | 1,5                          | 1,39                         |
| Кубок України                                                                    | Н                            | 4                            | 2                            | 1                            | 1                            | 8                            | 8                            | 50%                          | 25%                          | 25%                          | 2                            | 2                            |
| Кубок України                                                                    | У                            | 82                           | 43                           | 7                            | 32                           | 153                          | 99                           | 52,44%                       | 8,54%                        | 39,02%                       | 1,86                         | 1,21                         |
| Всього у національних кубках                                                     | Д                            | 30                           | 22                           | 1                            | 7                            | 73                           | 24                           | 73,33%                       | 2,44%                        | 23,33%                       | 2,43                         | 0,8                          |
| Всього у національних кубках                                                     | В                            | 48                           | 19                           | 5                            | 24                           | 72                           | 67                           | 39,58%                       | 10,42%                       | 50%                          | 1,5                          | 1,39                         |
| Всього у національних кубках                                                     | Н                            | 4                            | 2                            | 1                            | 1                            | 8                            | 8                            | 50%                          | 25%                          | 25%                          | 2                            | 2                            |
| Всього у національних кубках                                                     | У                            | 217                          | 105                          | 30                           | 82                           | 347                          | 258                          | 48,39%                       | 13,82%                       | 37,79%                       | 1,6                          | 1,19                         |
| Кубок УЄФА / Ліга Європи УЄФА                                                    | Д                            | 19                           | 10                           | 6                            | 3                            | 19                           | 8                            | 52,63%                       | 31,59%                       | 15,79%                       | 1                            | 0,42                         |
| Кубок УЄФА / Ліга Європи УЄФА                                                    | В                            | 19                           | 3                            | 6                            | 10                           | 31                           | 43                           | 8,33%                        | 25%                          | 66,66%                       | 1,63                         | 2,26                         |
| Кубок УЄФА / Ліга Європи УЄФА                                                    | У                            | 38                           | 13                           | 12                           | 13                           | 50                           | 51                           | 34,21%                       | 31,59%                       | 34,21%                       | 1,32                         | 1,34                         |
| Інші єврокубкові змагання                                                        | Д                            | 5                            | 3                            | 1                            | 1                            | 12                           | 6                            | 60%                          | 20%                          | 20%                          | 2,4                          | 1,2                          |
| Інші єврокубкові змагання                                                        | В                            | 5                            | 3                            | 0                            | 2                            | 9                            | 6                            | 60%                          | 0%                           | 40%                          | 1,8                          | 1,2                          |
| Інші єврокубкові змагання                                                        | У                            | 10                           | 6                            | 1                            | 3                            | 21                           | 12                           | 60%                          | 10%                          | 30%                          | 2,1                          | 1,2                          |
| Всього у єврокубках                                                              | Д                            | 17                           | 9                            | 6                            | 2                            | 23                           | 9                            | 52,94%                       | 35,29%                       | 11,76%                       | 1,35                         | 0,53                         |
| Всього у єврокубках                                                              | В                            | 17                           | 4                            | 3                            | 10                           | 28                           | 37                           | 23,53%                       | 17,65%                       | 58,82%                       | 1,65                         | 2,18                         |
| Всього у єврокубках                                                              | У                            | 48                           | 19                           | 13                           | 16                           | 71                           | 63                           | 39,58%                       | 27,08%                       | 33,33%                       | 1,5                          | 1,31                         |
| Кубок Федерації футболу СРСР                                                     | Д                            | 10                           | 7                            | 2                            | 1                            | 19                           | 10                           | 70%                          | 20%                          | 10%                          | 1,9                          | 1                            |
| Кубок Федерації футболу СРСР                                                     | В                            | 13                           | 4                            | 2                            | 7                            | 13                           | 17                           | 30,77%                       | 15,38%                       | 53,85%                       | 1                            | 1,3                          |
| Кубок Федерації футболу СРСР                                                     | У                            | 23                           | 11                           | 4                            | 8                            | 32                           | 27                           | 47,83%                       | 17,39%                       | 34,78%                       | 1,39                         | 1,17                         |
| Суперкубок України                                                               | Д                            | 1                            | 0                            | 0                            | 1                            | 1                            | 3                            | 0%                           | 0%                           | 100%                         | 1                            | 3                            |
| Всього в інших змаганнях                                                         | Д                            | 11                           | 7                            | 2                            | 2                            | 20                           | 13                           | 63,63%                       | 18,18%                       | 18,18%                       | 1,81                         | 1,18                         |
| Всього в інших змаганнях                                                         | В                            | 13                           | 4                            | 2                            | 7                            | 13                           | 17                           | 30,77%                       | 15,38%                       | 53,85%                       | 1                            | 1,3                          |
| Всього в інших змаганнях                                                         | У                            | 24                           | 11                           | 4                            | 9                            | 33                           | 30                           | 45,83%                       | 16,66%                       | 37,5%                        | 1,37                         | 1,25                         |
| Всього                                                                           | Д                            | 80                           | 57                           | 16                           | 17                           | 167                          | 70                           | 71,25%                       | 20%                          | 21,25%                       | 2,09                         | 0,87                         |
| Всього                                                                           | В                            | 110                          | 39                           | 24                           | 47                           | 159                          | 163                          | 35,45%                       | 21,81%                       | 42,72%                       | 1,44                         | 1,48                         |
| Всього                                                                           | Н                            | 5                            | 2                            | 2                            | 1                            | 8                            | 8                            | 50%                          | 25%                          | 25%                          | 2                            | 2                            |
| Всього                                                                           | У                            | 2529                         | 1077                         | 607                          | 846                          | 3398                         | 2887                         | 42,59%                       | 24%                          | 33,45%                       | 1,34                         | 1,14                         |
| Д — домашні матчі; В — виїзні матчі; Н — матчі на нейтральному полі; У — усього. |                              |                              |                              |                              |                              |                              |                              |                              |                              |                              |                              |                              |
| Останнє оновлення таблиці здійснене станом на кінець сезону 2013–2014 років      |                              |                              |                              |                              |                              |                              |                              |                              |                              |                              |                              |                              |

| - Перший офіційний матч: 0:1, проти «Спартак» Харків, група «В» чемпіонату СРСР, 24 травня 1936 року. - Перший гол в офіційному матчі: 3:4, Леонід Орехов 47' (1:4), проти «Динамо» Ростов-на-Дону, група «В» чемпіонату СРСР, 30 травня 1936 року. - Перша перемога в офіційному матчі: 1:0, проти «Локомотив» Київ група «В» чемпіонату СРСР, 5 червня 1936 року. - Перший матч у кубку СРСР: 6:2, проти «Більшовик» Київ, 1/32 фіналу, 24 липня 1936 року. - Перший матч в єврокубках: 1:0, проти «Лаціо», кубку УЄФА, 17 вересня 1975 року. - Перший матч у чемпіонаті України: 2:2, проти «Карпати» Львів, 6 березня 1992 року. - Перший матч у кубку України: 1:4, проти «Полісся» Житомир, 6 березня 1992 року. - Перший матч у кубку володарів кубків УЄФА: 5:0, проти «Вадуц», 19 серпня 1992 року. - Перший матч у кубку Інтертото: 4:2, проти «Шахтар» Солігорськ, 7 липня 2007 року. - Перший матч за суперкубок України: 1:3, проти «Шахтар» Донецьк, 10 липня 2013 року. - Перший матч у лізі Європи: 2:0, проти «Дачія» Кишинів, 18 липня 2013 року. |  | - У чемпіонатах СРСР: - 100-й матч у чемпіонаті: 2:1 «Червона зоря» Ленінград, 20 жовтня 1940 року. - 500-й матч у чемпіонаті: 2:1 «Локомотив» Вінниця, 7 липня 1961 року. - 1000-й матч у чемпіонаті: 2:0 «Дніпро» Дніпропетровськ, 8 серпня 1975 року. - 1500-й матч у чемпіонаті: 0:0 «Ротор» Волгоград, 29 вересня 1990 року. - У чемпіонатах України: - 100-й матч у чемпіонаті: 0:2 «Таврія» Симферополь, 4 березня 1995 року. - 500-й матч у чемпіонаті: 1:0 «Нафтовик-Укрнафта» Ахтирка, 5 серпня 2007 року. |

### Результати
| - Найбільша перемога в усіх змаганнях: - 7:0 — проти «Червоне Знамено» Орєхово-Зуєво, кубок СРСР, 24 травня 1937 року. - 7:0 — проти «Металург» Дніпропетровськ, друга група чемпіонату СРСР, 2 серпня 1949 року. - 7:0 — проти ОДО Петрозаводськ, чемпіонат СРСР, клас «Б» чемпіонату СРСР, 15 квітня 1956 року. - 7:0 — проти «Авангард» Сормово, чемпіонат СРСР, клас «Б» чемпіонату СРСР, 14 серпня 1957 року. - 7:0 — проти «Карпати» Мукачеве, кубок України, 17 жовтня 1996 року. - 7:0 — проти «Факел» Івано-Франківськ, кубок України, 14 серпня 2004 року. - Найбільша перемога у чемпіонатах СРСР: - 7:0 — проти «Металург» Дніпропетровськ, 2 серпня 1949 року. - 7:0 — проти ОДО Петрозаводськ, 15 квітня 1956 року. - 7:0 — проти «Авангард» Сормово, 14 серпня 1957 року. - Найбільша перемога у розіграшах кубку СРСР — 7:0, проти «Червоне Знамено» Орєхово-Зуєво, 24 травня 1937 року. - Найбільша перемога у чемпіонатах України: - 6:0 — проти «Нива» Вінниця, 4 квітня 1992 року. - 6:0 — проти «Буковина», 31 липня 1998 року. - 6:0 — проти «Прикарпаття», 23 червня 2001 року. - Найбільша перемога у розіграшах кубку України: - 7:0 — проти «Карпати» Мукачеве, 17 жовтня 1996 року. - 7:0 — проти «Факел» Івано-Франківськ, 14 серпня 2004 року. - Найбільша перемога в єврокубках — 7:1, проти «Вадуц», 2 вересня 1992 року. - Найбільша кількість перемог у сезоні: 26 у 34 матчах, Клас Б, 1961. - Найменша кількість перемог у сезоні: 3 у 7 матчах, Група В, 1936в, 1936о. |  | - Найбільша поразка в усіх змаганнях: - 0:8 — проти «Спартак» Москва, чемпіонат СРСР, 8 липня 1939 року. - 0:8 — проти «Локомотив» Запоріжжя, чемпіонат СРСР, 6 вересня 1949 року. - 0:8 — проти «Динамо» Київ, чемпіонат СРСР, 21 серпня 1977 року. - Найбільша поразка у чемпіонатах СРСР: - 0:8 — проти «Спартак» Москва, 8 липня 1939 року. - 0:8 — проти «Локомотив» Запоріжжя, 6 вересня 1949 року. - 0:8 — проти «Динамо» Київ, 21 серпня 1977 року. - Найбільша поразка у розіграшах кубку СРСР — 0:4, проти «Динамо» Київ, 16 квітня 1978 року. - Найбільша поразка у чемпіонатах України — 1:8, проти «Динамо-2» Київ, 23 жовтня 1998 року. - Найбільша поразка у розіграшах кубку України — 0:4 — проти «Динамо» Київ, 7 травня 2014 року. - Найбільша поразка в єврокубках — 0:4, проти «Ланс», 1 листопада 1995 року. - Найбільша кількість поразок у сезоні: 17 у 26 матчах, Група «А», 1939. - Найменша кількість поразок у сезоні: 2 у 18 матчах, Вища ліга, 1992. |

#### Рекордні нічиї
- Найбільша кількість нічиїх у сезоні: 16 у 30 матчах, Вища ліга, 1991.
- Найменша кількість нічиїх у сезоні: 0 у 9 матчах, Група В, 1937.

### Голи
- Найбільша кількість голів, забитих в одному матчі:
  - 7:0 — проти «Червоне Знамено» Орєхово-Зуєво, кубок СРСР, 24 травня 1937 року.
  - 7:2 — проти ОБО Львів, Чемпіонат СРСР, 29 травня 1949 року.
  - 7:0 — проти «Металург» Дніпропетровськ, Чемпіонат СРСР, 2 серпня 1949 року.
  - 7:0 — проти ОДО Петрозаводськ, Чемпіонат СРСР, 15 квітня 1956 року.
  - 7:0 — проти «Авангард» Сормово, Чемпіонат СРСР, 14 серпня 1957 року.
  - 7:1 — проти «Колос» Нікополь, Чемпіонат СРСР, 11 серпня 1987 року.
  - 7:1 — проти «Вадуц», Кубок володарів кубків УЄФА, 2 вересня 1992 року.
  - 7:0 — проти «Карпати» Мукачеве, кубок України, 17 жовтня 1996 року.
  - 7:0 — проти «Факел» Івано-Франківськ, кубок України, 14 серпня 2004 року.

- Найбільша кількість голів, пропущених в одному матчі:
  - 0:8 — проти «Спартак» Москва, чемпіонат СРСР, 8 липня 1939 року.
  - 0:8 — проти «Локомотив» Запоріжжя, чемпіонат СРСР, 6 вересня 1949 року.
  - 0:8 — проти «Динамо» Київ, чемпіонат СРСР, 21 серпня 1977 року.
- Найбільша кількість голів, забитих за один сезон — 94, 1973.
- Найменша кількість голів, забитих за один сезон — 14, 1976в.
- Найбільша кількість голів, забитих за один сезон у чемпіонаті — 83, перша ліга, 1973.
- Найменша кількість голів, забитих за один сезон у чемпіонаті — 9, Група «В», 1936о.
- Найбільша кількість голів, пропущених за один сезон — 77, 1985.
- Найменша кількість голів, пропущених за один сезон — 14, 1936о.
- Найбільша кількість голів, пропущених за один сезон у чемпіонаті — 67, Група «А», 1939.
- Найменша кількість голів, пропущених за один сезон у чемпіонаті — 7, Група «В», 1936о.

### Очки
- Найбільша кількість очок за сезон (3 очка за перемогу, 2 — за нічию, 1 — за поразку): 23, 1937.
- Найбільша кількість очок за сезон (2 очка за перемогу, 1 — за нічию): 48, 1993–1994.
- Найбільша кількість очок за сезон (3 очка за перемогу, 1 — за нічию): 79, 1998–1999.
- Найменша кількість очок за сезон (3 очка за перемогу, 2 — за нічию, 1 — за поразку): 14, 1936о.
- Найменша кількість очок за сезон (2 очка за перемогу, 1 — за нічию): 16, 1939.
- Найменша кількість очок за сезон (3 очка за перемогу, 1 — за нічию): 15, 1976в, 1976о.

## Індивідуальні рекорди гравців

### Матчеві рекорди та статистика

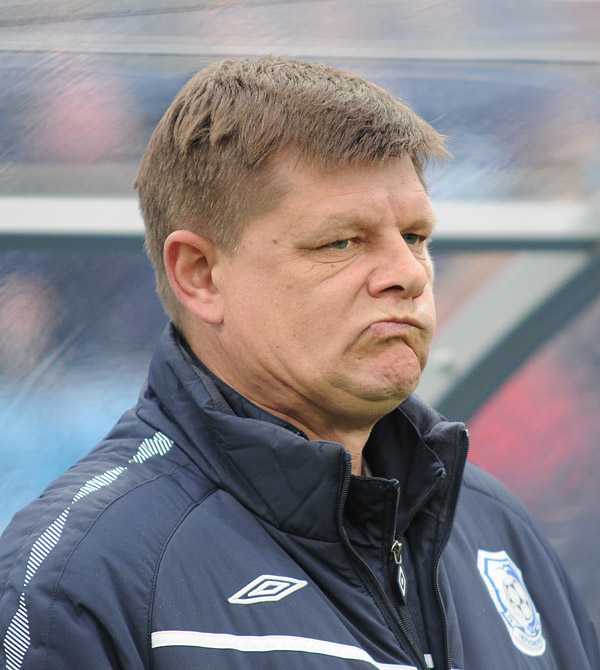
Віктор Гришко — абсолютний рекордсмен з проведених матчів серед воротарів.

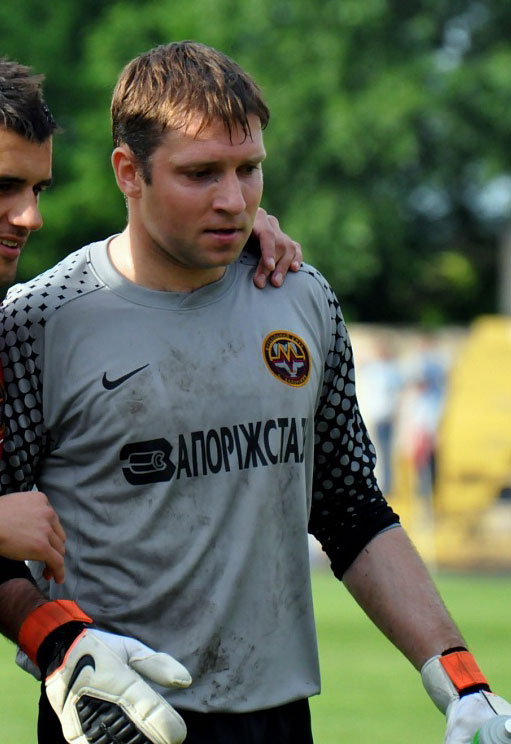
Віталій Руденко — український рекордсмен з проведених матчів серед воротарів.

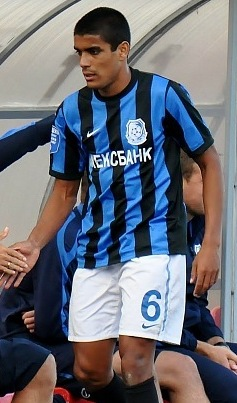
Леонардо де Матос Круз — рекордсмен з проведених матчів серед легіонерів.

Імена виділені жирним шрифтом позначають гравців, що досі грають у клубі.
- Усього
  - Найбільша кількість матчів в усіх змаганнях: 473 — Володимир Плоскіна (півзахисник, захисник).
    - Найбільша кількість матчів в усіх змаганнях серед нападників: 417 — Василь Іщак.
    - Найбільша кількість матчів в усіх змаганнях серед воротарів: 275 — Віктор Гришко.

  - Найбільша кількість матчів у чемпіонатах: 419 — Володимир Плоскіна (півзахисник, захисник).
    - Найбільша кількість матчів у чемпіонатах серед нападників: 362 — Василь Іщак.
    - Найбільша кількість матчів у чемпіонатах серед воротарів: 239 — Віктор Гришко.

  - Найбільша кількість матчів у кубках: 41 — Володимир Плоскіна (півзахисник, захисник).
    - Найбільша кількість матчів у кубках серед нападників: 33 — Василь Іщак.
    - Найбільша кількість матчів у кубках серед воротарів: 17 — Віктор Гришко та Віталій Руденко.

  - Найбільша кількість матчів в єврокубках: 15 — Юрій Букель (захисник).
    - Найбільша кількість матчів в єврокубках серед нападників: 14 — Олексій Антонов, Франк Джа Джедже.
    - Найбільша кількість матчів в єврокубках серед півзахисників: 15 — Олексій Гай, Кирило Ковальчук.
    - Найбільша кількість матчів в єврокубках серед воротарів: 14 — Дмитро Безотосний.

  - Найбільша кількість матчів у Кубку Федерації футболу СРСР: 17 — Олег Імреков (півзахисник).
    - Найбільша кількість матчів у КФФ СРСР серед нападників та захисників: 15 — Василь Іщак.
    - Найбільша кількість матчів у КФФ СРСР серед воротарів: 11 — Віктор Гришко.

  - Найбільша кількість матчів серед легіонерів: 121 — Лео Матос.

- СРСР
  - Найбільша кількість матчів в усіх змаганнях: 473 — Володимир Плоскіна (півзахисник, захисник).
    - Найбільша кількість матчів в усіх змаганнях серед нападників: 417 — Василь Іщак.
    - Найбільша кількість матчів в усіх змаганнях серед воротарів: 235 — Віктор Гришко.

  - Найбільша кількість матчів у чемпіонатах: 419 — Володимир Плоскіна (півзахисник, захисник).
    - Найбільша кількість матчів у чемпіонатах серед нападників: 362 — Василь Іщак.
    - Найбільша кількість матчів у чемпіонатах серед воротарів: 206↑ — Георгій Городенко.

  - Найбільша кількість матчів у кубках: 41 — Володимир Плоскіна (півзахисник, захисник).
    - Найбільша кількість матчів у кубках серед нападників: 33 — Василь Іщак.
    - Найбільша кількість матчів у кубках серед воротарів: 15 — Іван Жекю.

  - Найбільша кількість матчів в єврокубках: 8 — Василь Іщак (нападник) та Віктор Гришко (воротар).
    - Найбільша кількість матчів в єврокубках серед півзахисників: 7 — Олександр Спіцин.
    - Найбільша кількість матчів в єврокубках серед захисників: 7 — Олександр Спіцин.

  - Найбільша кількість матчів у Кубку Федерації футболу СРСР: 17 — Олег Імреков (півзахисник).
    - Найбільша кількість матчів у КФФ СРСР серед нападників та захисників: 15 — Василь Іщак.
    - Найбільша кількість матчів у КФФ СРСР серед воротарів: 11 — Віктор Гришко.

- Україна
  - Найбільша кількість матчів в усіх змаганнях: 250 — Віталій Колесніченко (півзахисник).
    - Найбільша кількість матчів в усіх змаганнях серед нападників: 240 — Тимерлан Гусейнов.
    - Найбільша кількість матчів в усіх змаганнях серед захисників: 206 — Юрій Букель.
    - Найбільша кількість матчів в усіх змаганнях серед воротарів: 203 — Віталій Руденко.

  - Найбільша кількість матчів у чемпіонатах: 223 — Віталій Колесніченко (півзахисник).
    - Найбільша кількість матчів у чемпіонатах серед нападників: 204 — Тимерлан Гусейнов.
    - Найбільша кількість матчів у чемпіонатах серед захисників: 166 — Юрій Букель.
    - Найбільша кількість матчів у чемпіонатах серед воротарів: 180 — Віталій Руденко.

  - Найбільша кількість матчів у кубках: 27 — Дмитро Парфьонов (захисник).
    - Найбільша кількість матчів у кубках серед нападників: 25 — Тимерлан Гусейнов.
    - Найбільша кількість матчів у кубках серед півзахисників: 22 — Юрій Сак та Віталій Колесніченко.
    - Найбільша кількість матчів у кубках серед воротарів: 17 — Віталій Руденко.

  - Найбільша кількість матчів в єврокубках: 15 — Юрій Букель (захисник).
    - Найбільша кількість матчів в єврокубках серед нападників: 14 — Олексій Антонов, Франк Джа Джедже.
    - Найбільша кількість матчів в єврокубках серед півзахисників: 13 — Олексій Гай, Олександр Зотов, Кирило Ковальчук.
    - Найбільша кількість матчів в єврокубках серед воротарів: 13 — Олег Суслов.

  - Найбільша кількість матчів у Суперкубку України: 1 —[8].

#### Гравці з найбільшою кількістю матчів
У таблиці вказано тільки офіційні матчі. Позначка ↑ означає, що дані вказані біля неї, можливо, не вірні, через те що відсутня точна інформація по деяким турнірам.
| №  | І'мя                   | Період                     | Всього | Чемпіонат | Кубок | Єврокубки | Інше |
| -- | ---------------------- | -------------------------- | ------ | --------- | ----- | --------- | ---- |
| 1  | Володимир Плоскіна     | 1975—1988                  | 473    | 419       | 41    | 6         | 7    |
| 2  | Василь Іщак            | 1977—1990                  | 417    | 362       | 33    | 8         | 15   |
| 3  | В'ячеслав Лещук        | 1973—1983                  | 349    | 313       | 34    | 2         | 0    |
| 4  | Володимир Нечаєв       | 1968, 1970–1976, 1978—1979 | 285    | 253       | 30    | 2         | 0    |
| 5  | Віктор Зубков          | 1967—1975                  | 283    | 258       | 23    | 1         | 1    |
| 6  | → Віктор Гришко        | 1985—1992, 1999            | 275    | 239       | 17    | 8         | 11   |
| 7  | Володимир Дерябін      | 1959—1967                  | 262↑   | 246↑      | 16↑   | 0         | 0    |
| 8  | → Віталій Колесніченко | 1991, 1994–2002            | 252    | 223       | 23    | 6         | 0    |
| 9  | Микола Хіжников        | 1936—1941, 1945—1950       | 249↑   | 233↑      | 16↑   | 0         | 0    |
| 10 | Василь Москаленко      | 1956—1957, 1963—1970       | 249↑   | 233↑      | 15    | 0         | 1    |
| 11 | Тимерлан Гусейнов      | 1993—2000                  | 240    | 204       | 25    | 11        | 0    |
| 12 | Сергій Жарков          | 1977, 1980–1988            | 239    | 215       | 20    | 1         | 3    |
| 13 | Віталій Сиромятніков   | 1966—1973                  | 237    | 221       | 14    | 0         | 2    |
| 14 | Юрій Заболотний        | 1959—1962, 1964—1967       | 218    | 207       | 10    | 0         | 1    |
| 15 | → Сергій Третяк        | 1984—1992                  | 217    | 182       | 21    | 4         | 10   |
| 16 | Володимир Кулагін      | 1953—1960                  | 214↑   | 210↑      | 4↑    | 0         | 0    |
| 17 | Георгій Городенко      | 1955, 1957–1965            | 213↑   | 206↑      | 7     | 0         | 0    |
| 18 | Костянтин Фурс         | 1956—1964                  | 210↑   | 203↑      | 7↑    | 0         | 0    |
| 19 | → Олександр Щербаков   | 1983—1985, 1987—1991, 1993 | 209    | 186       | 10    | 4         | 9    |
| 20 | → Дмитро Парфьонов     | 1991—1997                  | 208    | 164       | 30    | 14        | 0    |

### Гольові рекорди та статистика

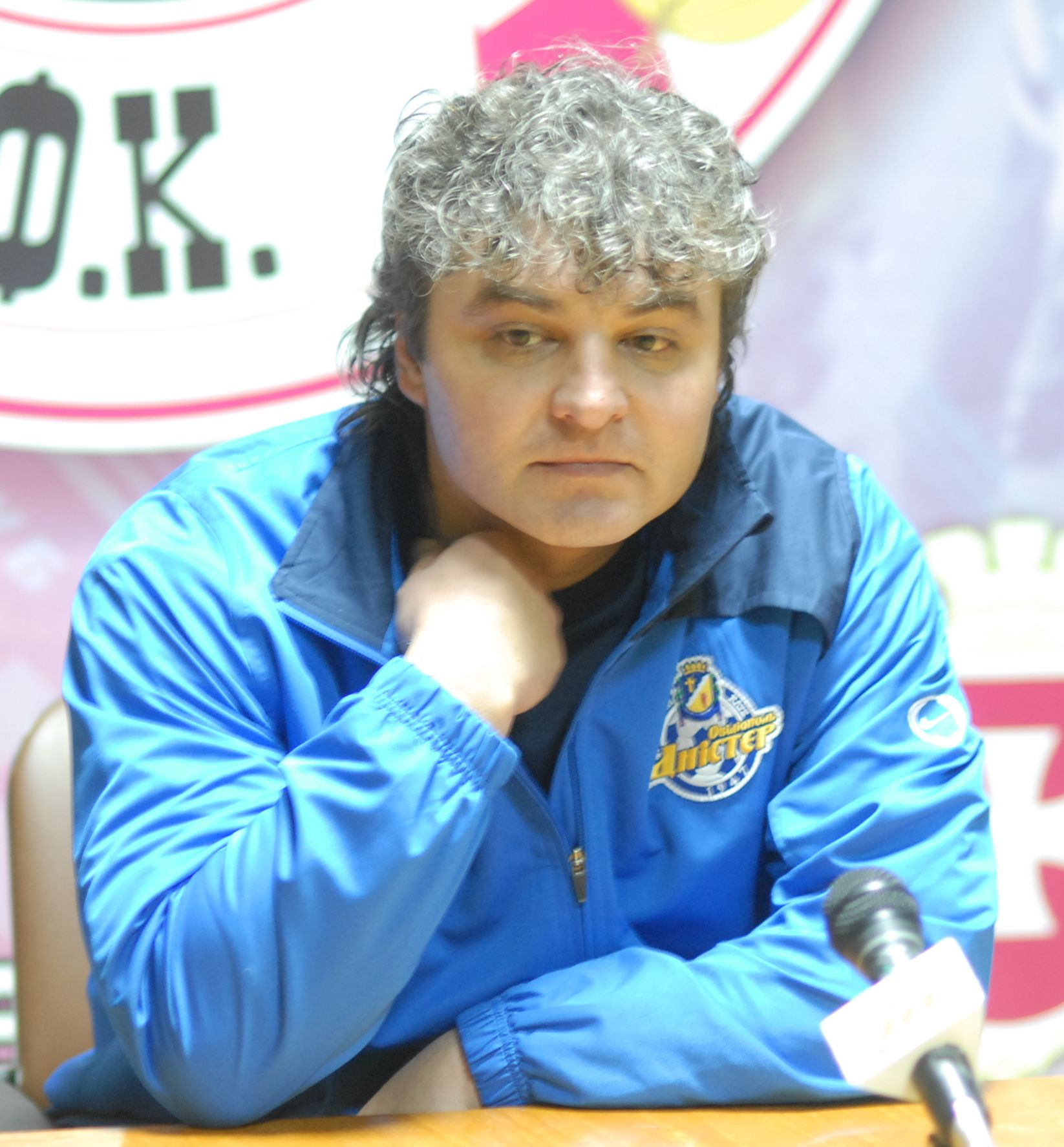
Тимерлан Гусейнов — найкращий бомбардир клубу за усю його історію.

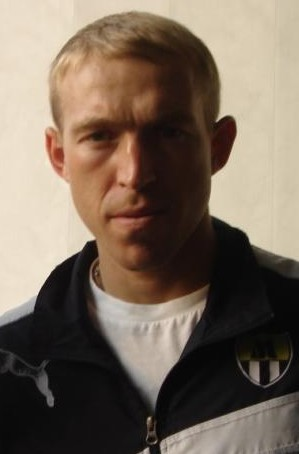
Олександр Косирін — найкращий бомбардир клубу у розіграшах Кубку України, а також автор найшвидшого голу в історії ФК «Чорноморець» та української Прем'єр-ліги.

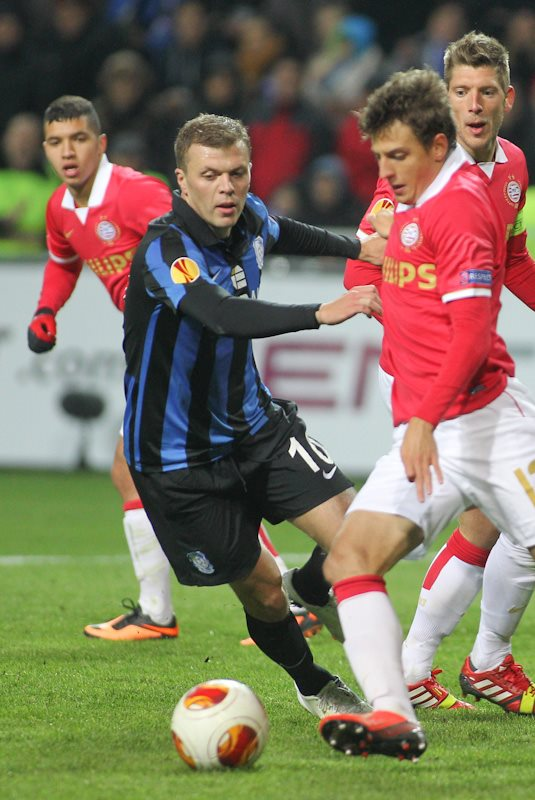
Олексій Гай — найкращий бомбардир клубу серед півзахисників в єврокубкових турнірах.

Імена виділені жирним шрифтом позначають гравців, що досі грають у клубі.
- Усього
  - Найбільша кількість голів у всіх змаганнях: 87 — Тимерлан Гусейнов (нападник).
    - Найбільша кількість голів у всіх змаганнях серед півзахисників: 68 — Василь Москаленко.
    - Найбільша кількість голів у всіх змаганнях серед захисників: 60 — Володимир Плоскіна.
    - Найбільша кількість голів у всіх змаганнях серед воротарів: 4 — Олег Суслов.

  - Найбільша кількість голів у чемпіонатах: 82 — Костянтин Фурс (нападник).
    - Найбільша кількість голів у чемпіонатах серед півзахисників: 63 — Василь Москаленко.
    - Найбільша кількість голів у чемпіонатах серед захисників: 51 — Володимир Плоскіна.
    - Найбільша кількість голів у чемпіонатах серед воротарів: 3 — Борис Разинський.

  - Найбільша кількість голів у кубках: 10↑ — Леонід Орехов (нападник).
    - Найбільша кількість голів у кубках серед півзахисників та захисників: 8 — Володимир Плоскіна.
    - Найбільша кількість голів у кубках серед воротарів: 1 — Олег Суслов.

  - Найбільша кількість голів в єврокубках: 5 — Олексій Гай (півзахисник), Володимир Мусолітін (нападник).
    - Найбільша кількість голів у єврокубках серед захисників: 4 — Юрій Никифоров.
    - Найбільша кількість голів у єврокубках серед воротарів: 1 — Олег Суслов.

  - Найбільша кількість голів у Кубку Федерації футболу СРСР: 6 — Юрій Секінаєв (нападник, захисник).[10]
  - Найбільша кількість голів у Суперкубку України: 1 — Олексій Антонов (нападник).
  - Найбільша кількість голів серед легіонерів: 21 — Володимир Коритько.
  - Найбільша кількість голів за один сезон: 35+12 пенальті — Анатолій Шепель (1973).
  - Найменша кількість голів за один сезон: 3+1 пенальті — Віталій Балашов (2009/10).
  - Найбільша кількість гет-триків: 6 — Костянтин Фурс.
  - Найбільша серія реалізованих пенальті: 23 — Володимир Плоскіна.
  - Найбільша кількість голів в одному матчі: 4 — Анатолій Двоєнков, Анатолій Колдаков, Костянтин Фурс, Анатолій Шепель.
  - Найшвидший гол у чемпіонатах: 9'' — Олександр Косирін («Металіст» Харків, 1 березня 2005).[11][12][13][14]
  - Найшвидший гол у кубках: ?
  - Найшвидший гол в єврокубках: ?
  - Найшвидший гол в інших змаганнях: ?

- СРСР
  - Найбільша кількість голів у всіх змаганнях: 83 — Костянтин Фурс (нападник).
    - Найбільша кількість голів у всіх змаганнях серед півзахисників: 68 — Василь Москаленко.
    - Найбільша кількість голів у всіх змаганнях серед захисників: 60 — Володимир Плоскіна.
    - Найбільша кількість голів у всіх змаганнях серед воротарів: 3 — Борис Разинський.

  - Найбільша кількість голів у чемпіонатах: 82 — Костянтин Фурс (нападник).
    - Найбільша кількість голів у всіх змаганнях серед півзахисників: 63 — Василь Москаленко.
    - Найбільша кількість голів у чемпіонатах серед захисників: 51 — Володимир Плоскіна.
    - Найбільша кількість голів у чемпіонатах серед воротарів: 3 — Борис Разинський.

  - Найбільша кількість голів у кубках: 10↑ — Леонід Орехов (нападник).
    - Найбільша кількість голів у кубках серед півзахисників та захисників: 8 — Володимир Плоскіна.
    - Найбільша кількість голів у кубках серед воротарів: ? — ?.

  - Найбільша кількість голів в єврокубках: —[15].
  - Найбільша кількість голів у Кубку Федерації футболу СРСР: 6 — Юрій Секінаєв (нападник, захисник).[10]
  - Найбільша кількість голів за один сезон чемпіонату СРСР: 35+12 пенальті — Анатолій Шепель (1973).
  - Найменша кількість голів за один сезон чемпіонату СРСР: 4 — Петро Ступаков (1945); Реваз Махарадзе (1946).
  - Найбільша кількість гет-триків: 6 — Костянтин Фурс.
  - Найбільша кількість голів в одному матчі: 4 — Анатолій Двоєнков, Анатолій Колдаков, Костянтин Фурс, Анатолій Шепель.
  - Найшвидший гол у чемпіонатах: ?
  - Найшвидший гол у кубках: ?
  - Найшвидший гол в єврокубках: ?
  - Найшвидший гол в інших змаганнях: ?

- Україна
  - Найбільша кількість голів у всіх змаганнях: 87 — Тимерлан Гусейнов (нападник).
    - Найбільша кількість голів у всіх змаганнях серед півзахисників: 26 — Анатолій Діденко.
    - Найбільша кількість голів у всіх змаганнях серед захисників: 23 — Ігор Жабченко.
    - Найбільша кількість голів у всіх змаганнях серед воротарів: 4 — Олег Суслов.

  - Найбільша кількість голів у чемпіонатах: 79 — Тимерлан Гусейнов (нападник).
    - Найбільша кількість голів у чемпіонатах серед півзахисників: 23 — Анатолій Діденко.
    - Найбільша кількість голів у чемпіонатах серед захисників: 20 — Ігор Жабченко.
    - Найбільша кількість голів у чемпіонатах серед воротарів: 2 — Олег Суслов.

  - Найбільша кількість голів у кубках: 7 — Олександр Косирін (нападник).
    - Найбільша кількість голів у кубках серед півзахисників: 4 — Віктор Мглинець.
    - Найбільша кількість голів у кубках серед захисників: 4 — Пабло Фонтанелло.
    - Найбільша кількість голів у кубках серед воротарів: 1 — Олег Суслов.

  - Найбільша кількість голів у єврокубках: 5 — Олексій Гай (півзахисник), Володимир Мусолітін (нападник).
    - Найбільша кількість голів у єврокубках серед захисників: 4 — Юрій Никифоров.
    - Найбільша кількість голів у єврокубках серед воротарів: 1 — Олег Суслов.

  - Найбільша кількість голів у Суперкубку України: 1 — Олексій Антонов (нападник).
  - Найбільша кількість голів за один сезон чемпіонату України: 20+2 пенальті — Сергій Гусєв (1995/96).
  - Найменша кількість голів за один сезон чемпіонату України: 3+1 пенальті — Віталій Балашов (2009/10).
  - Найбільша кількість гет-триків: 2 — Костянтин Балабанов.
  - Найбільша кількість голів в одному матчі: 3 — Костянтин Балабанов, Іван Гецко, Олександр Голоколосов, Тимерлан Гусейнов, Олександр Косирін, Геннадій Щекотилін.
  - Найшвидший гол у чемпіонатах: 9''  — Олександр Косирін («Металіст» Харків, 1 березня 2005).[11][12][13][14]
  - Найшвидший гол у кубках: ?
  - Найшвидший гол в єврокубках: ?

#### Гравці з найбільшою кількістю голів
У таблиці вказано тільки офіційні матчі. Позначка ↑ означає, що дані вказані біля неї, можливо, не вірні, через те що відсутня точна інформація по деяким турнірам. У дужках вказана кількість матчів
| №  | І'мя                 | Період                     | Всього     | Чемпіонат  | Кубок    | Єврокубки | Інше  | Голів за матч |
| -- | -------------------- | -------------------------- | ---------- | ---------- | -------- | --------- | ----- | ------------- |
| 1  | Тимерлан Гусейнов    | 1993—2000                  | 87 (240)   | 79 (204)   | 6 (25)   | 2 (11)    | 0     | 0,36          |
| 2  | Костянтин Фурс       | 1956—1964                  | 83 (210↑)  | 82 (203↑)  | 1 (7↑)   | 0         | 0     | 0,39↓         |
| 3  | Анатолій Шепель      | 1971—1973, 1978—1979       | 81 (163)   | 76 (150)   | 5 (13)   | 0         | 0     | 0,49          |
| 4  | Василь Москаленко    | 1956—1957, 1963—1970       | 68 (249↑)  | 63 (233↑)  | 5 (15)   | 0         | 0 (1) | 0,27↓         |
| 5  | Леонід Орехов        | 1936—1941, 1945—1946       | 63↑ (128↑) | 53↑ (118↑) | 10↑ (10) | 0 (0)     | 0 (0) | 0,49↓↑        |
| 6  | Анатолій Колдаков    | 1959—1964                  | 62 (177↑)  | 59 (167↑)  | 3 (10↑)  | 0         | 0     | 0,35↓         |
| 7  | Володимир Плоскіна   | 1975—1988                  | 60 (473)   | 51 (419)   | 8 (41)   | 0 (6)     | 1 (7) | 0,12          |
| 8  | Олександр Косирін    | 2002—2005, 2008-2009       | 59 (121)   | 52 (111)   | 7 (10)   | 0         | 0     | 0,48          |
| 9  | Олександр Двоєнко    | 1960, 1961–1963            | 49 (80↑)   | 47 (75↑)   | 2 (5↑)   | 0         | 0     | 0,61↓         |
| 10 | → Олександр Щербаков | 1983—1985, 1987—1991, 1993 | 48 (209)   | 42 (186)   | 3 (10)   | 1 (4)     | 2 (9) | 0,23          |

#### Найкращі бомбардири ліги
| І'мя              | Сезон   | Кількість голів | Примітка |
| ----------------- | ------- | --------------- | -------- |
| Леонід Орєхов     | 1936в   | 8               | [ 16 ]   |
| Леонід Орєхов     | 1937    | 9               |          |
| Іван Борисевич    | 1940    | 15              |          |
| Анатолій Шепель   | 1973    | 33+11 пен.      | [ 17 ]   |
| Сергій Гусєв      | 1992/93 | 16+2 пен.       |          |
| Тимерлан Гусейнов | 1993/94 | 17+1 пен.       |          |
| Тимерлан Гусейнов | 1995/96 | 20              |          |
| Олександр Косирін | 2004/05 | 10+4 пен.       |          |

#### Список гравців, що забили по чотири та більше м'ячів в одній грі
| 1 | 14.08.1957 | СРСР | Костянтин Фурс    | «Авангард» Сормово    | Д | ЧСРСР | ??, ??            | 7:0 |        |
| 2 | 02.05.1960 | СРСР | Анатолій Двоєнков | «Динамо» Хмельницький | В | ЧСРСР | 40(п), 61, 65, 75 | 6:0 |        |
| 3 | 07.07.1962 | СРСР | Анатолій Колдаков | «Торпедо» Харків      | В | ЧСРСР | ??(п), ??, ??     | 5:1 |        |
| 4 | 17.09.1973 | СРСР | Анатолій Шепель   | «Памір» Душанбе       | Д | ЧСРСР | 10, 26, 28, 50(п) | 5:1 | [ 18 ] |

#### Список гет-триків
| 1  | 13.09.1938 | СРСР    | Іван Борисевич        | «Крила Рад» Москва               | В | ЧСРСР | 57, 59, 84      | 4:1       | [ 19 ] |
| 2  | 09.06.1940 | СРСР    | Іван Борисевич        | «Сільмаш» Харків                 | Д | ЧСРСР | 2, 25, 52       | 5:1       | [ 20 ] |
| 3  | 12.07.1949 | СРСР    | Євген Кудименко       | «Трудові резерви» Ворошиловоград | В | ЧСРСР | ??, ??          | 5:1       |        |
| 4  | 17.07.1949 | СРСР    | Євген Кудименко       | «Спартак» Львів                  | Д | ЧСРСР | 14, ??(п), 77   | 4:0       |        |
| 5  | 19.07.1949 | СРСР    | Геннадій Трубніков    | «Спартак» Львів                  | Д | ЧСРСР | ??, ??          | 4:2       |        |
| 6  | 02.08.1949 | СРСР    | Федір Співак          | «Металург» Дніпропетровськ       | Д | ЧСРСР | ??, ??          | 7:0       |        |
| 7  | 02.08.1949 | СРСР    | Євген Кудименко       | «Металург» Дніпропетровськ       | Д | ЧСРСР | ??, ??          | 7:0       |        |
| 8  | 15.04.1956 | СРСР    | Віктор Меркулов       | ОДО Петрозаводськ                | Д | ЧСРСР | ??, ??          | 7:0       |        |
| 9  | 18.06.1957 | СРСР    | Костянтин Фурс        | «Спартак» Ужгород                | Д | ЧСРСР | 12, ??, 24      | 4:1       |        |
| 10 | 17.08.1957 | СРСР    | Костянтин Фурс        | «Крила Рад» Ступіно              | Д | ЧСРСР | ??, ??          | 4:0       |        |
| 11 | 17.08.1958 | СРСР    | Костянтин Фурс        | «Балтика» Калінінград            | Д | ЧСРСР | ??, ??          | 4:0       |        |
| 12 | 29.07.1959 | СРСР    | Костянтин Фурс        | «Авангард» Тернопіль             | Д | ЧСРСР | ??, ??          | 6:0       |        |
| 13 | 25.10.1959 | СРСР    | Анатолій Колдаков     | «Спартак» Ужгород                | Д | ЧСРСР | 3, 24, 52       | 6:0       |        |
| 14 | 11.05.1960 | СРСР    | Леонід Рознюк         | «Спартак» Станіслав              | Д | ЧСРСР | 5, 20, 33       | 5:2       |        |
| 15 | 13.07.1961 | СРСР    | Микола Молочков       | «Верховина» Ужгород              | Д | ЧСРСР | 11, 73, 74      | 4:0       |        |
| 16 | 06.10.1963 | СРСР    | Костянтин Фурс        | «Ротор» Волгоград                | Д | ЧСРСР | 2, 15, 22       | 4:1       | [ 21 ] |
| 17 | 03.11.1964 | СРСР    | Василь Москаленко     | «Шахтар» Караганда               | Д | ЧСРСР | 5, 8, 44        | 4:0       |        |
| 18 | 25.08.1971 | СРСР    | Анатолій Шепель       | «Будівник» Ашгабат               | Д | ЧСРСР | 30, 45, 48      | 5:0       | [ 22 ] |
| 19 | 28.05.1973 | СРСР    | Анатолій Шепель       | «Алга» Фрунзе                    | В | ЧСРСР | 13, 28, 55      | 4:2       | [ 23 ] |
| 20 | 27.09.1973 | СРСР    | Анатолій Шепель       | «Металіст» Харків                | В | ЧСРСР | 6, 59, пп       | 2:2 (4:5) | [ 24 ] |
| 21 | 02.11.1973 | СРСР    | Анатолій Шепель       | «Спартак» Нальчик                | Д | ЧСРСР | 14, 22, 26      | 5:2       | [ 25 ] |
| 22 | 31.07.1974 | СРСР    | Володимир Макаров     | «Ністру» Кишинів                 | Д | ЧСРСР | 31, 42, 76      | 5:1       | [ 26 ] |
| 23 | 03.05.1983 | СРСР    | Володимир Фінк        | «Динамо» Тбілісі                 | Д | ЧСРСР | 7, 17, 48       | 4:1       | [ 27 ] |
| 24 | 15.10.1984 | СРСР    | Віктор Сахно          | «Динамо» Тбілісі                 | Д | ЧСРСР | 23, 47, 61      | 4:1       | [ 28 ] |
| 25 | 12.11.1984 | СРСР    | Ігор Бєланов          | ЦСКА Москва                      | В | ЧСРСР | 24, 26, 50      | 6:1       | [ 29 ] |
| 26 | 11.08.1987 | СРСР    | Володимир Фінк        | «Колос» Нікополь                 | Д | ЧСРСР | 28, 78, 89      | 7:1       | [ 30 ] |
| 27 | 04.04.1992 | Україна | Іван Гецко            | «Нива» Вінниця                   | Д | ЧУ    | 2(п), 17(п), 66 | 6:0       | [ 31 ] |
| 28 | 14.08.1993 | Україна | Тимерлан Гусейнов     | «Зоря-МАЛС» Луганськ             | Д | ЧУ    | 2, 10, 71       | 4:1       | [ 32 ] |
| 29 | 03.08.1997 | Україна | Геннадій Щекотилін    | «Торпедо» Запоріжжя              | Д | ЧУ    | 43, 66, 73      | 5:0       | [ 33 ] |
| 30 | 08.04.1999 | Україна | Олександр Голоколосов | «Металург» Нікополь              | Д | ЧУ    | 37, 43, 48      | 4:0       | [ 34 ] |
| 31 | 23.06.2001 | Україна | Костянтин Балабанов   | «Прикарпаття» Івано-Франківськ   | Д | ЧУ    | 24, 79, 88      | 6:0       | [ 35 ] |
| 32 | 10.08.2002 | Україна | Костянтин Балабанов   | ФК «Севастополь»                 | В | КУ    | 71, 73, 88      | 6:0       | [ 36 ] |
| 33 | 17.05.2003 | Україна | Олександр Косирін     | «Іллічівець» Маріуполь           | Д | ЧУ    | 12, 51(п), 73   | 3:2       | [ 37 ] |

### Гравці клубу у списках найкращих

#### Перше місце
| - Олег Суслов 2: 1994/95, 1995/96. - Володимир Щегольков 1: 1961. - Юрій Роменський 1: 1978. |  | - Ігор Бєланов 1: 1984. - Володимир Плоскіна 1: 1984. - Ілля Цимбалар 1: 1991. |  | - Іван Гецко 1: 1992. - Юрій Никифоров 1: 1992. |  | - Віктор Яблонський 1: 1992. - Сергій Третяк 1: 1992. |  | - Ігор Жабченко 1: 1993/94. - Тимерлан Гусейнов 1: 1995/96. |  | - Василь Кардаш 1: 1995/96. - Владислав Ващук 1: 2005. |

#### Друге місце
| - Василь Москаленко 2: 1964, 1968. - Валерій Поркуян 2: 1965, 1970. - В'ячеслав Лещук 2: 1974, 1978. - Сергій Жарков 2: 1983, 1984. - Олександр Косирін 2: 2003, 2004. - Володимир Щегольков 1: 1959. |  | - Борис Орешніков 1: 1963. - Юрій Заболотний 1: 1965. - Валерій Лобановський 1: 1965. - Валерій Бокатов 1: 1968. - Сергій Звенигородський 1: 1968. - Віталій Сиромятніков 1: 1968. |  | - Олександр Шиманович 1: 1968. - Віктор Лисенко 1: 1969. - Стефан Решко 1: 1969. - Віктор Маслов 1: 1970. - Володимир Нечаєв 1: 1973. - Анатолій Шепель 1: 1973. |  | - Володимир Григор'єв 1: 1974. - Володимир Макаров 1: 1974. - Віталій Фейдман 1: 1974. - Володимир Плоскіна 1: 1983. - Володимир Фінк 1: 1983. - Василь Іщак 1: 1984. |  | - Юрій Роменський 1: 1984. - Юрій Смотрич 1: 1984. - Віктор Гришко 1: 1991. - Сергій Третяк 1: 1991. - Юрій Никифоров 1: 1991. - Юрій Сак 1: 1992. |  | - Юрій Шелепницький 1: 1992. - Тимерлан Гусейнов 1: 1993/94. - Ігор Жабченко 1: 1994/95. - Дмитро Парфьонов 1: 1994/95. - Костянтин Балабанов 1: 2003. - Дмитро Безотосний 1: 2013. |

#### Третє місце
| - Юрій Заболотний 3: 1959, 1961, 1964. - Володимир Нечаєв 2: 1974, 1976. - В'ячеслав Лещук 2: 1975, 1977. - Василь Іщак 2: 1985, 1988. - Володимир Плоскіна 2: 1985, 1988. - Андрій Кірлік 2: 2003, 2004. - Сергій Симоненко 2: 2005, 2006. |  | - Олександр Косирін 2: 2005, 2008. - Олексій Попичко 1: 1963. - Анатолій Колдаков 1: 1964. - Володимир Сак 1: 1965. - Валерій Лобановський 1: 1966. - Анатолій Гурбич 1: 1961. |  | - Василь Москаленко 1: 1966. - Олег Базилевич 1: 1966. - Петро Цунін 1: 1966. - Віктор Лисенко 1: 1968. - Валерій Москвичов 1: 1969. - Віктор Прокопенко 1: 1969. |  | - Стефан Решко 1: 1970. - Леонід Буряк 1: 1972. - Анатолій Шепель 1: 1972. - Євген Логвиненко 1: 1974. - Олександр Погорєлов 1: 1976. - Володимир Устимчик 1: 1976. |  | - Олександр Дегтярьов 1: 1977. - Віталій Шевченко 1: 1977. - Ігор Соколовський 1: 1984. - Олександр Щербаков 1: 1984. - Віктор Пасулько 1: 1985. - Ігор Юрченко 1: 1985. |  | - Сергій Зірченко 1: 1988. - Сергій Третяк 1: 1988. - Віталій Руденко 1: 2003. - Павло Ребенок 1: 2011. - Олексій Антонов 1: 2013. - Кирило Ковальчук 1: 2013. |